# Sopwith Aviation Company
Sopwith Aviation Company Ltd. var en britisk flyproducent grundlagt i marts 1914. Firmaet producerede flytypen Sopwith Tabloid, som vandt Schneider-trofæet i 1914. Senere blev Sopwith kendt for en række jagerfly produceret under den første verdenskrig. Disse inkluderede Sopwith 1½ Strutter, Sopwith Scout, Sopwith Triplane, Sopwith Camel og Sopwith Snipe. Fra 1918 fremstillede man Sopwith Cuckoo, verdens første torpedofly, der kunne starte fra og lande på et hangarskib. Efter første verdenskrig faldt efterspørgslen på fabrikkens fly dramatisk, og virksomheden kom ud i økonomisk stormvejr. Det lykkedes i 1920  Thomas Sopwith sammen med testpilot hos Sopwith, Harry Hawker, samt ingeniørerne F. Sigrist og V.E. Eyre at overtage virksomhedens patenter og andre rettigheder og starte en ny virksomhed under navnet Hawker Engineering Co Ltd. I 1933 ændredes navnet til Hawker Aircraft Ltd.
Hawker Aircraft var et af forløberfirmaerne for British Aircraft Corporation, grundlagt ved fusion i 1960, som blev en del af BAE Systems, grundlagt ved fusion 30. november 1999.

## Flytyper udviklet af Sopwith
- Sopwith Gun Bus – jagerfly, 1914.
- Sopwith Tabloid – søfly, 1914.
- Sopwith Schneider – jagerfly, 1915.
- Sopwith Baby – jagerfly, 1915.
- Sopwith 1½ Strutter – jagerfly / observationsfly, 1916.
- Sopwith Scout – jagerfly, 1916.
- Sopwith Triplane – jagerfly, 1917.
- Sopwith Camel – jagerfly, 1917.
- Sopwith Dolphin – jagerfly, 1917.
- Sopwith Cuckoo – torpedofly, 1918.
- Sopwith Snipe – jagerfly, 1918.
- Sopwith Salamander – jagerbomber, 1918.
- Sopwith Dragon – jagerfly, 1919.